# Pruntrut (Bezirk)
| Sitze im jurassischen Parlament (2021–2025)                                        |
| Insgesamt 20 Sitze - Grüne: 2 - SP: 3 - CSP: 1 - GLP: 1 - CVP: 7 - FDP: 4 - SVP: 2 |

Der Bezirk Pruntrut (französisch District de Porrentruy) ist ein Bezirk im Kanton Jura, Hauptort ist Pruntrut (Porrentruy). Er umfasst die Region Ajoie und Teile des Clos du Doubs im Nordwesten der Schweiz.
Da die ehemaligen Gemeinden Epauvillers und Epiquerez zum Bezirk Franches-Montagnes gehörten, hat sich das Gebiet des Bezirks Pruntrut per 1. Januar 2009 nach der Fusion zur Gemeinde Clos du Doubs um die Fläche dieser beiden Gemeinden vergrössert.
Mit 24'357 Einwohnern (31. Dezember 2023) gehört der Bezirk bevölkerungsmässig zu den kleinen Regionen der Schweiz (Rang 102 von 148). Flächenmässig ist er gross (Rang 38). Die Einwohnerdichte pro Quadratkilometer ist sehr tief.
Vergleichbare Eigenschaften über alle Regionen der Schweiz sind in diesem Artikel in fünf empirische Quantile eingeteilt mit je 20 % Häufigkeit. Diese Kennzahlen beschreiben die erhobenen Daten insgesamt. Sie unterscheiden «sehr klein», «klein», «mittel», «gross» oder «sehr gross» und betreffen die Jahre 2014 bis 2016.

## Bevölkerung
Die Altersstruktur der ständigen Wohnbevölkerung per 31. Dezember 2016 zeigt den grossen Anteil der etwas älteren Bevölkerung gegenüber den jungen Generationen.

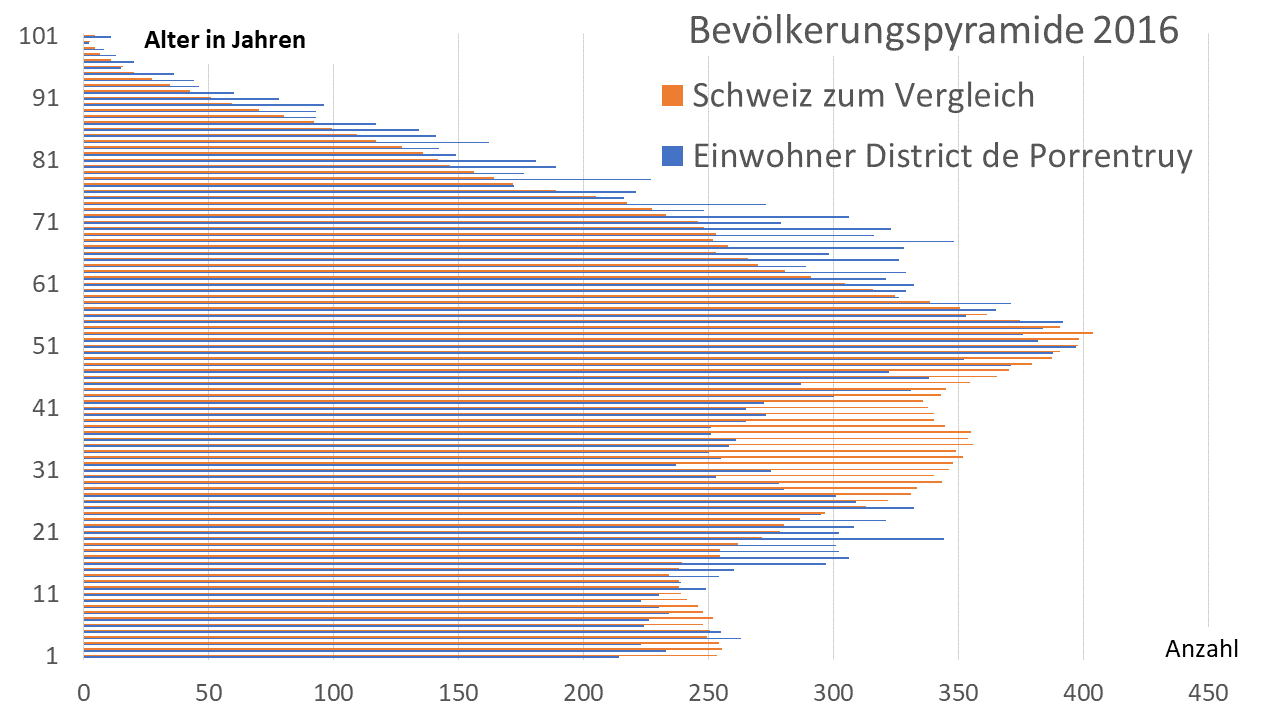
Altersaufbau der Bevölkerung im Bezirk Pruntrut

Die Ausbildung der Einwohner wird grob an der höchsten abgeschlossenen Stufe gemessen, beginnend bei der obligatorischen Schule. Im Bezirk Pruntrut hat die ständige Wohnbevölkerung ab 25 Jahren einen kleinen Anteil Sekundarstufe II (44 bis 48 %) und einen sehr kleinen Anteil Hochschule (< 23 %).
Die Sprache der ständigen Wohnbevölkerung in Privathaushalten ist Französisch. Eine zweite Hauptsprache mit über 10 % Anteil ist nicht vorhanden, wobei die Befragten bis zu drei Sprachen mehrfach nennen konnten. Fliessend Deutsch sprechen 7 %, Französisch 91 %, Italienisch 2 %, Rätoromanisch 0 %, Englisch 2 %. Andere Sprachen sind mit 8 % vertreten, das ist im Vergleich zur Schweiz mit 19,5 % ein sehr kleiner Anteil.
In der nationalen Statistik «Wohnverhältnisse nach Bewohnertyp» sind die genutzten Wohnungen unterteilt in bezahlte Mietverhältnisse (einschliesslich Genossenschaften) und Eigentum (einschliesslich sonstige wie Pächter oder kostenlose Dienstwohnungen durch Arbeitgeber). Der Bezirk Pruntrut ist mit 38 % Mietwohnungen im Rang 125 von 148, hat also sehr wenig Mietwohnungen. Über alle Bezirke mit fünf Quartilen liegen die Schwellen bei 40, 45, 51, bzw. 58 %, das Maximum ist rund 90 %, das Minimum etwa 23 %.
Die standardisierte Erwerbsquote ist definiert als Anzahl Erwerbspersonen gemessen an der ständigen Wohnbevölkerung ab 15 Jahren in Privathaushalten. Die Schweiz hat eine Erwerbsquote von 66 %, in den Bezirken liegt sie zwischen 53 und 73 %, die fünf Quantile haben Schwellwerte von 63,0, 65,4, 67,6 bzw. 68,6 %. Der Bezirk Pruntrut hat mit 57,9 % eine sehr tiefe Erwerbsquote (< 63,0 %).
Die täglichen Pendler sind (bei bekanntem Arbeitsort und in der Schweiz wohnhaften Personen) mit 43 % relativ selten (< 45 %). Die Schweiz hat zwischen 38 und 60 % Arbeitspendler, gezählt als Wegpendler aus der Region einschliesslich Binnenpendler. Bezüglich Richtung sind die Ströme mehrheitlich Wegpendler.

## Gemeinden im Bezirk
Dem Bezirk gehören folgende 19 Gemeinden an (Stand 1. Januar 2024):
| Wappen           | Name der Gemeinde | Deutscher Name | Ehemalige Gemeinden                                                         | Einwohner (31. Dezember 2023) | Fläche in km² | Einw. pro km² |
| ---------------- | ----------------- | -------------- | --------------------------------------------------------------------------- | ----------------------------- | ------------- | ------------- |
| Alle             | Alle              | Hall           |                                                                             | 1907                          | 10,60         | 180           |
| Basse-Allaine    | Basse-Allaine     |                | Buix, Courtemaîche, Montignez                                               | 1203                          | 23,04         | 52            |
| Basse-Vendline   | Basse-Vendline    |                | Beurnevésin, Bonfol                                                         | 767                           | 18,67         | 41            |
| Boncourt         | Boncourt          | Bubendorf      |                                                                             | 1171                          | 9,02          | 130           |
| Bure             | Bure              | Burnen         |                                                                             | 631                           | 13,68         | 46            |
| Clos du Doubs    | Clos du Doubs     |                | Epauvillers, Epiquerez, Montenol, Montmelon, Ocourt, Saint-Ursanne, Seleute | 1294                          | 61,75         | 21            |
| Coeuve           | Coeuve            | Kufen          |                                                                             | 721                           | 11,62         | 62            |
| Cornol           | Cornol            | Gundelsdorf    |                                                                             | 1060                          | 10,45         | 101           |
| Courchavon       | Courchavon        | Vogtsburg      |                                                                             | 314                           | 6,19          | 51            |
| Courgenay        | Courgenay         | Jennsdorf      |                                                                             | 2453                          | 18,44         | 133           |
| Courtedoux       | Courtedoux        | Ludolfsdorf    |                                                                             | 774                           | 8,21          | 94            |
| Damphreux-Lugnez | Damphreux-Lugnez  |                | Damphreux, Lugnez                                                           | 363                           | 10,77         | 34            |
| Fahy             | Fahy              |                |                                                                             | 332                           | 7,78          | 43            |
| Fontenais        | Fontenais         |                |                                                                             | 1647                          | 19,99         | 82            |
| Grandfontaine    | Grandfontaine     |                |                                                                             | 381                           | 8,97          | 42            |
| Haute-Ajoie      | Haute-Ajoie       |                | Chevenez, Damvant, Réclère, Roche-d’Or, Rocourt                             | 1057                          | 40,93         | 26            |
| La Baroche       | La Baroche        |                | Asuel, Charmoille, Fregiécourt, Miécourt, Pleujouse                         | 1134                          | 31,07         | 36            |
| Porrentruy       | Porrentruy        | Pruntrut       |                                                                             | 6601                          | 14,76         | 447           |
| Vendlincourt     | Vendlincourt      | Wendelinsdorf  |                                                                             | 547                           | 9,15          | 60            |
| Total (19)       | Total (19)        | Total (19)     | Bezirk Pruntrut                                                             | 24'357                        | 335,09        | 73            |

Abgesehen vom teilweise gebräuchlichen Pruntrut sind die deutschen Namen dieser Gemeinden veraltet.

## Veränderungen im Gemeindebestand

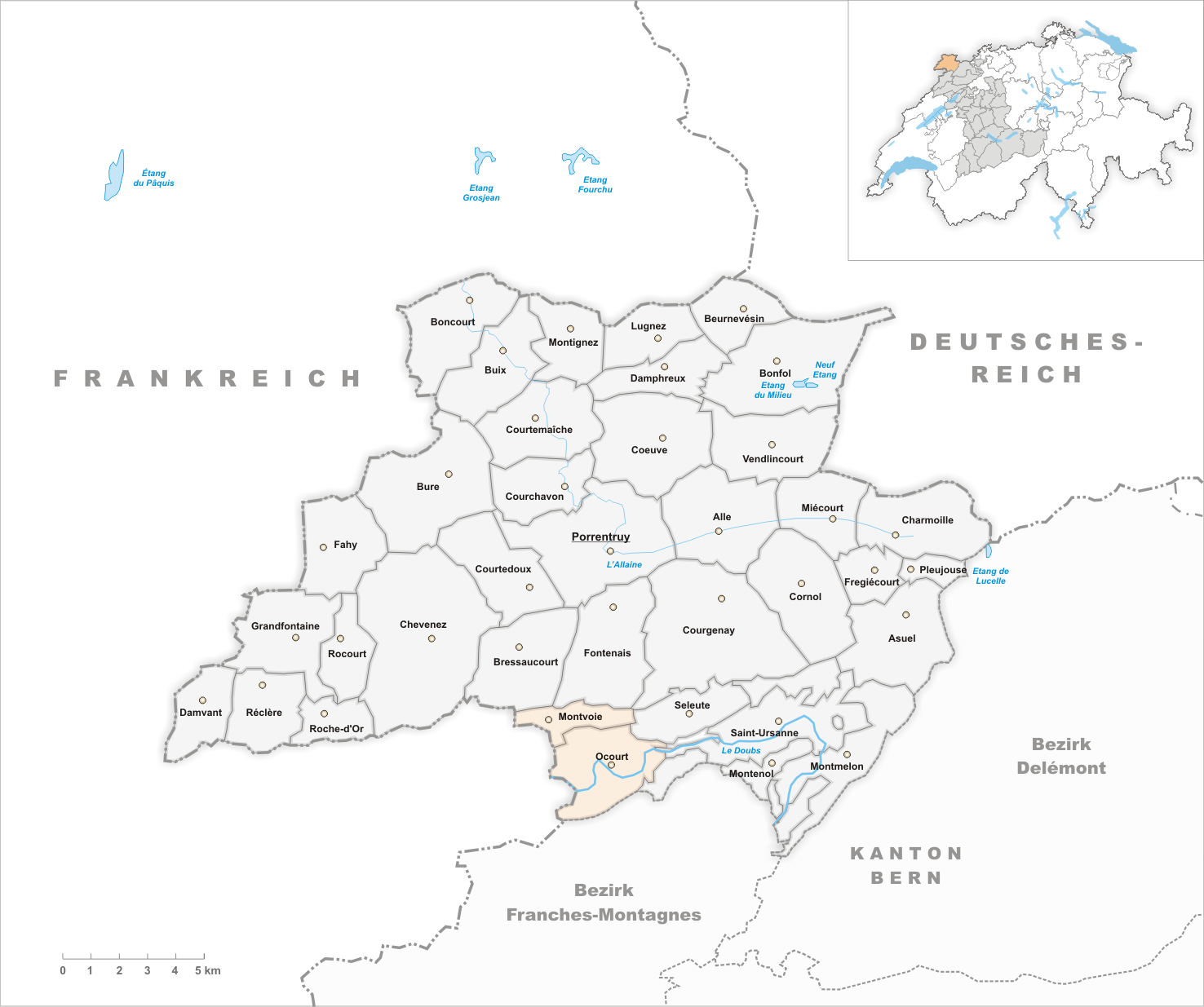
Gemeinden bis 1881
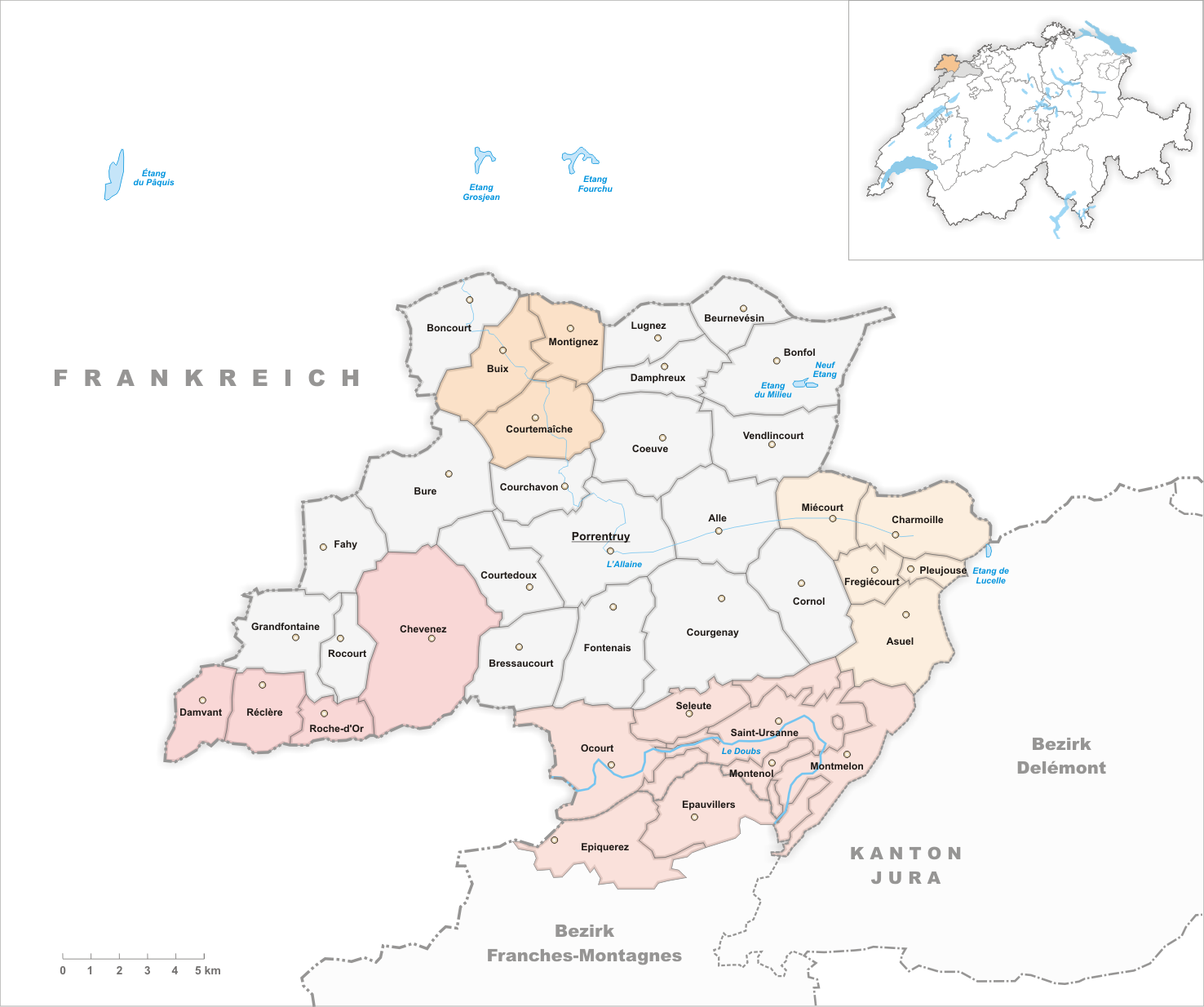
Gemeinden bis 2008
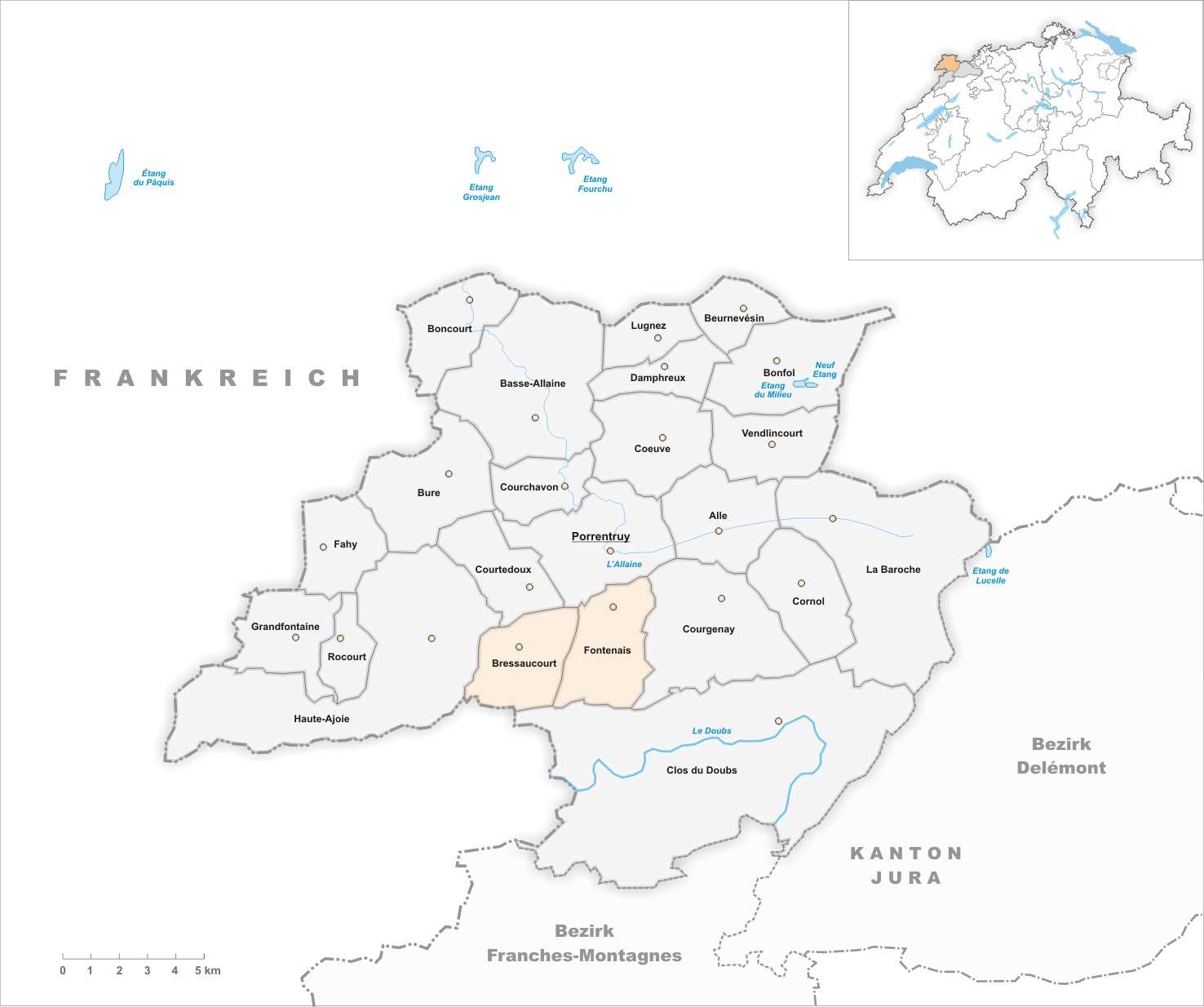
Gemeinden bis 2012
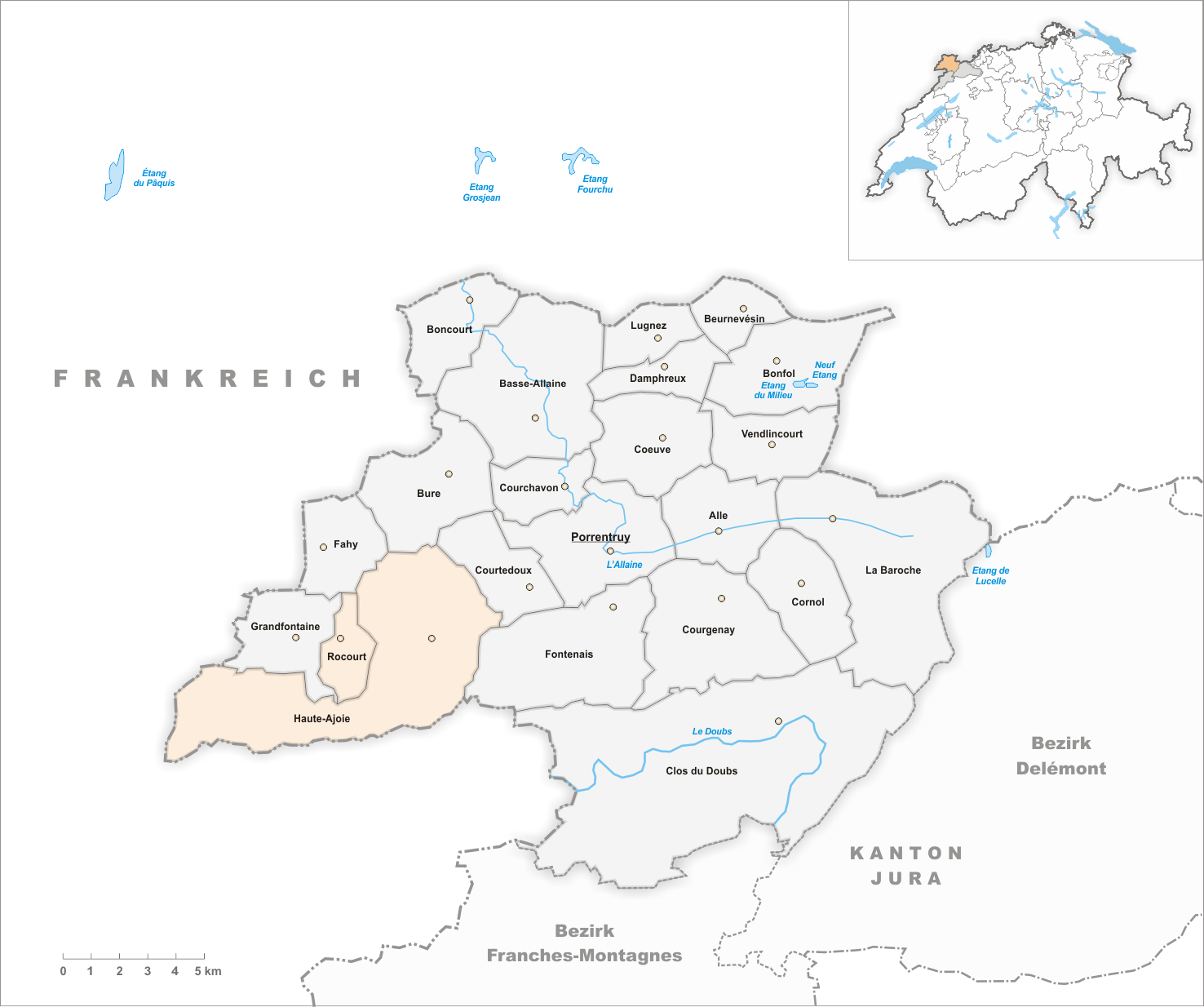
Gemeinden bis 2017
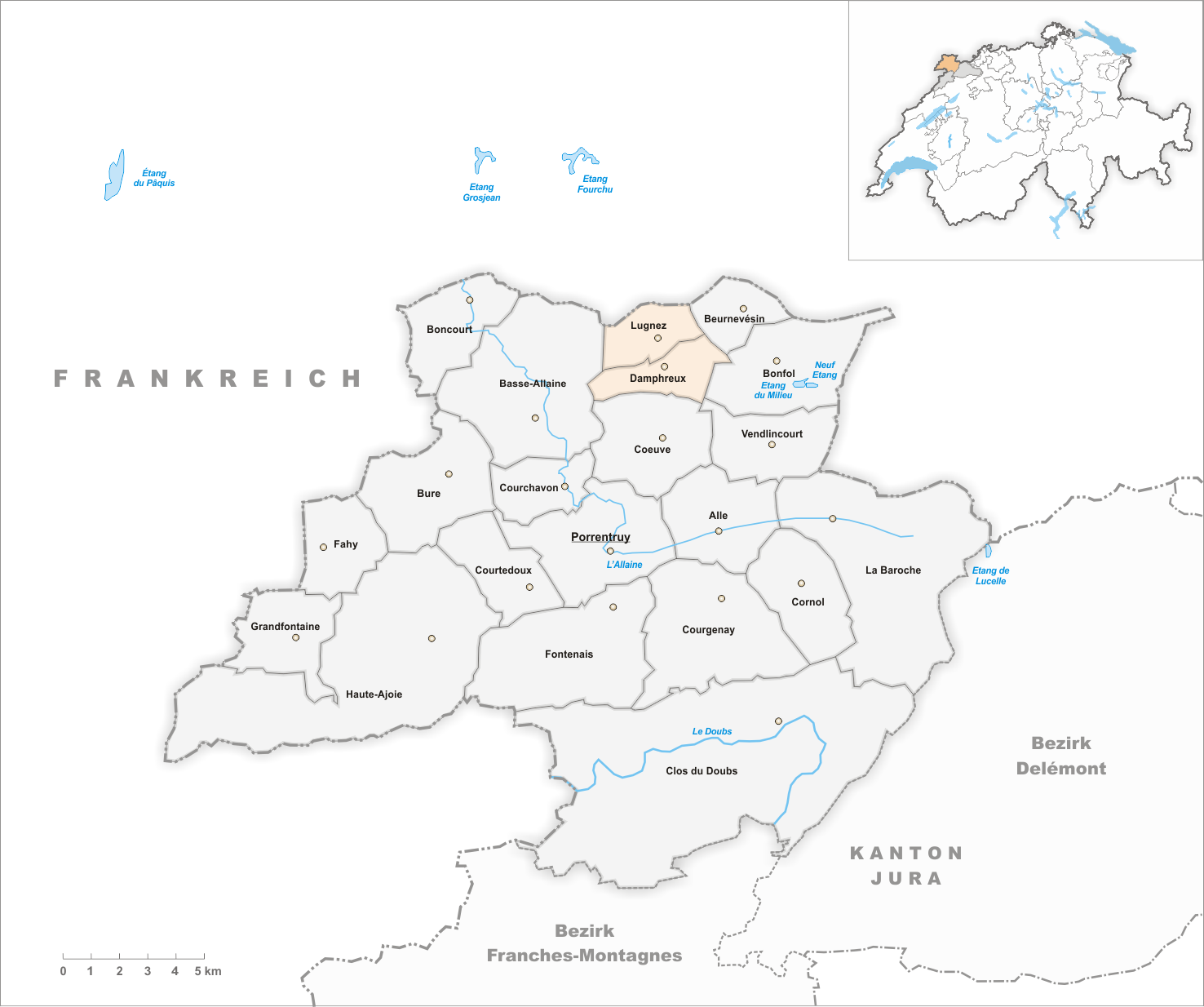
Gemeinden bis 2022
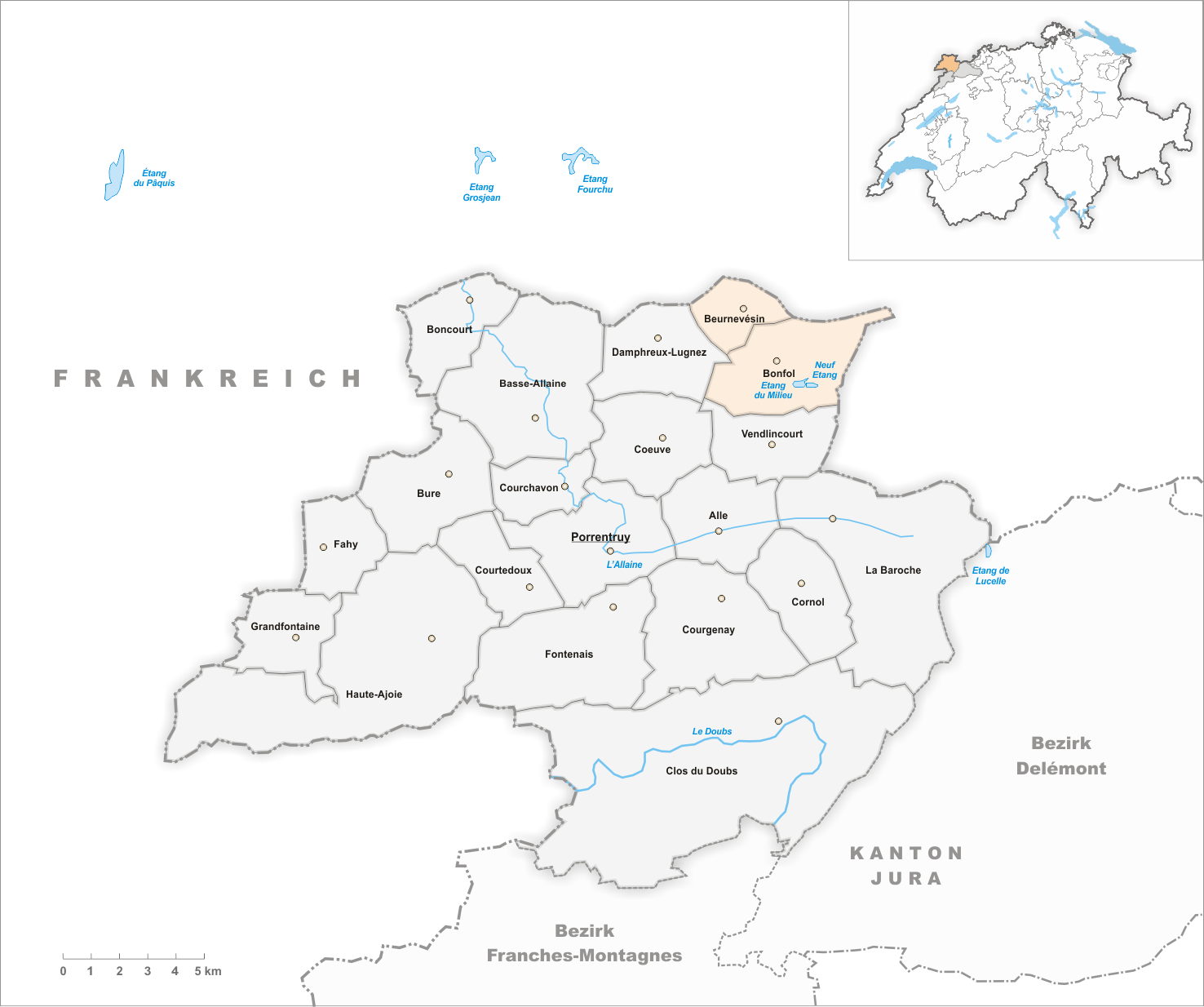
Gemeinden bis 2023

- 1882: Fusion Montvoie und Ocourt → Ocourt
- 1979: Kantonswechsel vom Kanton Bern → Kanton Jura

- 2009:
  - Fusion Asuel, Charmoille, Fregiécourt, Miécourt und Pleujouse → La Baroche
  - Fusion Buix, Courtemaîche und Montignez → Basse-Allaine
  - Fusion Chevenez, Damvant, Réclère und Roche-d’Or → Haute-Ajoie
  - Fusion Epauvillers, Epiquerez, Montenol, Montmelon, Ocourt, Saint-Ursanne und Seleute → Clos du Doubs

- 2013: Fusion Bressaucourt und Fontenais → Fontenais
- 2018: Fusion Haute-Ajoie und Rocourt → Haute-Ajoie
- 2023: Fusion Damphreux und Lugnez → Damphreux-Lugnez
- 2024: Fusion Beurnevésin und Bonfol → Basse-Vendline